# Gaspar Juan Alonso Pérez de Guzmán el Bueno
Gaspar Juan Alonso Pérez de Guzmán el Bueno (Huelva, 21 de febrero de 1630 - Sevilla, 8 de febrero de 1667), X duque de Medina Sidonia y grande de España, fue un aristócrata español, jefe de la poderosa casa de Medina Sidonia entre 1664 y 1667. 

## Biografía
Hijo del Gaspar Alonso Pérez de Guzmán el Bueno y de su tía Ana de Guzmán, ostentó los títulos de XVII conde de Niebla, X duque de Medina Sidonia y VIII marqués de Cazaza en África. Muerto sin descendencia, le sucedió su hermanastro Juan Claros.
En 1658 se casó con Antonia de Haro y Guzmán, hija de Luis de Haro y Guzmán, VI marqués del Carpio, grande de España, y de Catalina Fernández de Córdoba y Aragón. Luis de Haro había sucedido a su tío el conde duque de Olivares como valido de Felipe IV, de modo que importantes personajes quisieron emparentar con él para aumentar su influencia política, como el duque de Módena, que quiso casar a Antonia con su primogénito Alfonso de Este. Sin embargo, Haro consideró mejor partido al conde de Niebla,